# Шмидт, Карл Патерсон
Карл Па́терсон Шмидт (англ. Karl Patterson Schmidt, 19 июня 1890 года, Лейк-Форест, Иллинойс  — 26 сентября 1957 года, Чикаго) — американский герпетолог, автор зоологических таксонов.

## Биография
Родители Шмидта — Джордж Шмидт и Маргарет Паттерсон. Его отец, профессор из Германии, на момент рождения Карла преподавал в городе Лейк-Форест в Иллинойсе. Шмидты уехали из города в 1907 году и поселилась в Висконсине, работая на ферме неподалеку от города Стэнли. Мать и младший брат Шмидта погибли при пожаре на ферме 7 августа 1935 года. Брат, Франклин Джеймс. Шмидт, был известен в новой тогда сфере природопользования. Карл Шмидт женился на Маргарет Вайтман в 1919 году, и у них было двое сыновей, Джон и Роберт.

### Образование
В 1913 году Шмидт поступил в Корнеллский университет для изучения биологии и геологии. В 1915 году он избрал герпетологию своей специальностью во время четырехмесячного учебного курса в нефтяной компании Perdee в Луизиане. В 1916 году Шмидт получил степень бакалавра искусств и совершил свои первые геологические экспедиции в Санто-Доминго. В 1952 году он был удостоен звания почётного доктора наук в колледжe Эрлхэма (англ. Earlham College).

### Карьера
С 1916 по 1922 год Шмидт работал научным сотрудником-герпетологом в нью-йоркском Американском музее естественной истории под началом известных американских герпетологов Мэри Синтии Дикерсон и Глэдвина Ноубла. Шмидт организовал свою первую экспедицию в Пуэрто-Рико в 1919 году; затем он стал помощником куратора отдела рептилий и амфибий в Филдовском музее естественной истории в Чикаго в 1922 году. С 1923 по 1934 год, он совершил несколько экспедиций по сбору образцов для музея в Центральной и Южной Америке, которые проходили в Гондурасе (1923), Бразилии (1926) и Гватемале (1933—1934).
В 1937 году Шмидт стал редактором в журнале по герпетологии и ихтиологии Copeia, эту должность он занимал до 1949 года. В 1938 году прошёл службу в американской армии. Шмидт стал главным куратором по зоологии в Филдовском музее естественной истории в 1941 году, на этой должности он оставался вплоть до ухода на пенсию в 1955 году. С 1942 по 1946 год Шмидт был президентом Американского общества ихтиологов и герпетологов (англ. American Society of Ichthyologists and Herpetologists).
В 1953 году Шмидт совершил свою последнюю экспедицию, в Израиль.

### Смерть
Шмидт умер в 1957 году после укуса молодого бумсланга (Dispholidus typus). По собственным словам, он ошибочно полагал, что бумсланг не мог произвести смертельную дозу яда. После укуса Шмидт делал подробные заметки о симптомах, которые испытывал, почти до самой смерти. За несколько часов до смерти Шмидта спросили, не хотел бы он получить медицинскую помощь, но тот отказался, поскольку это нарушило бы его работу по описанию испытываемых им симптомов. Яд бумсланга (гемотоксин) убивает путём создания настолько большого количества мелких сгустков в крови, что у жертвы исчерпывается способность крови свёртываться, вследствие чего жертва истекает кровью до смерти.
Шмидт умер через 24 часа после укуса из-за кровотечения в лёгких, почках, сердце и мозгу. Марлин Перкинс, который был тогда директором зоопарка Линкольн-Парка, послал змею в лабораторию Шмидта при Филдовском музее естественной истории в Чикаго для идентификации.

Герпетолог Карл Патерсон Шмидт; семейное Рождественское фото, около 1938 года.

## Семья
- Жена (с 2 июля 1919) — Маргарет, урождённая Вайтман (Wightman, 1892—1986)[11]
  - Сын — Джон Мунго Патерсон Шмидт (1920—1991)[11]
  - Сын — Роберт Джордж Шмидт (1921—1983)[11]
- Сестра — Грейс Хильда Шмидт (1896—1899)[11]
- Сестра — Маргарет Джейн Шмидт (1899—1995)[11]
- Брат — Френклин Джеймс Шмидт (1901—1935)[11]
- Брат — Джон Рейк Шмидт (1904—1967)[11]

## Наследие
Шмидт был одним из самых выдающихся герпетологов XX века. Хотя он сделал не так много научных открытий, он дал имена более 200 видам змей и был ведущим экспертом по аспидам. Сделанное им пожертвование книг (более 15 000 наименований герпетологической литературы) легло в основу Мемориальной герпетологической библиотеки имени Карла П. Шмидта, расположенной в Филдовском музее естественной истории (англ. Field Museum).
Труды Шмидта показывают, что он был твёрдым сторонником теории Уильяма Мэтью о дисперсализме видов (англ. Biological dispersal).

## Таксоны

### Виды и подвиды имени Карла Шмидта
Множество видов и подвидов земноводных и пресмыкающихся названы в его честь, включая следующие:
- Acanthodactylus schmidti Haas, 1957
- Afrotyphlops schmidti (Laurent, 1956)
- Amphisbaena schmidti Gans, 1964
- Aspidoscelis hyperythra schmidti Van Denburgh & Slevin, 1921
- Batrachuperus karlschmidti Cheng-chao Liu, 1950
- Calamaria schmidti Marx & Inger, 1955
- Coniophanes schmidti Bailey, 1937
- Eleutherodactylus karlschmidti C. Grant, 1931
- Emoia schmidti Walter Creighton Brown[фр.], 1954
- Lerista karlschmidti (Marx & Hosmer, 1959)
- Liolaemus schmidti (Marx, 1960)
- Pseudoxenodon karlschmidti Pope, 1928
- Scincella schmidti Barbour, 1927
- Thrasops schmidti Loveridge, 1936
- Tribolonotus schmidti Burt, 1930
- Urosaurus ornatus schmidti (Mittleman, 1940)

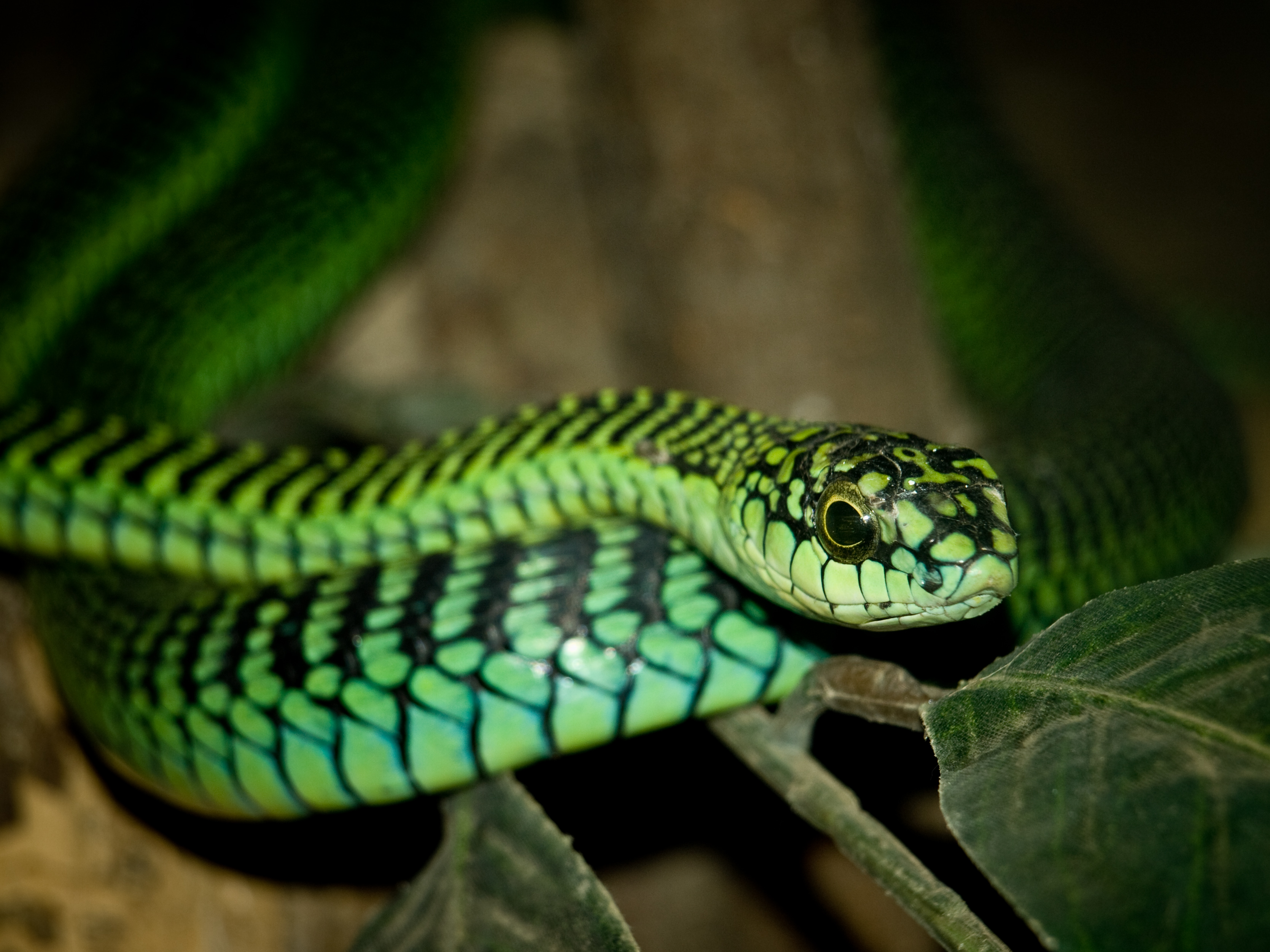
Шмидт был убит укусом молодого бумсланга.

- Varanus karlschmidti Mertens, 1951

### Некоторые таксоны, описанные Карлом Шмидтом
- Batrachuperus tibetanus K.P. Schmidt, 1929[15]
- Eleutherodactylus wightmanae K.P. Schmidt, 1920
- Varanus albigularis angolensis K.P. Schmidt, 1933
- Leptopelis parvus K.P. Schmidt & Inger, 1959[16]
- Neurergus kaiseri K.P. Schmidt, 1952

## Публикации
Шмидт написал более 200 статей и книг, в том числе книгу «Рептилии мира», которая стала международным бестселлером.

### Книги
- 1933 Amphibians and Reptiles Collected by The Smithsonian Biological Survey of the Panama Canal Zone
- 1934 Дома и повадки диких животных
- 1938 Our Friendly Animals and When They Came
- 1941 Field Book of Snakes of the United States and Canada (в соавторстве с Делбертом Дуайтом Дэвисом)
- 1949 Principles of Animal Ecology (в соавторстве с Уордером Элли[англ.] и Альфредом Эдвардсом Эмерсоном[англ.])
- 1951 Ecological Animal Geography: An Authorized, Rewritten edition (в соавторстве с Уордером Элли)
- 1953 A Check List of North American Amphibians and Reptiles
- 1957 Living Reptiles of the World (в соавторстве с Робертом Ингером[англ.])

### Другие публикации
- Шмидт, Карл П. 1925. New Reptiles and a salamander from China. American Museum Novitates, № 157
- Шмидт, Карл П. 1930. Reptiles of Marshall Field North Arabian desert expeditions 1927—1928. Field Museum of Natural History Publication 273, Zoological series, топ 17, № 6, с. 223—230.[17]
- Шмидт, Карл П. и Шеннон, А. Ф. 1947. Notes on amphibians and reptiles of Michoacan, Mexico. Fieldiana Zool 31:63-85[18]